# Nieves Álvarez
Nieves Álvarez (Madrid, 30 de març de 1974) és una model i presentadora de televisió espanyola. La seva carrera va començar l'any 1992, en quedar com a finalista en el concurs Elite Look of the Year, al costat de la també model Eugenia Silva. Aquest concurs, organitzat per l'agència Elite Model, la va convertir en una de les models espanyoles més reconegudes i va desfilar per Yves Saint Laurent, Christian Dior, Hermés i Armani. L'any 2001 va reconèixer públicament el problema de l'anorèxia en la seva professió, en publicar Yo vencí la anorexia amb la col·laboració de Lola Cintado Tejada i editat per Temas de Hoy.
Des de 2010 col·labora com a dissenyadora de moda infantil amb la signatura Villalobos, amb la qual ha creat la marca N+V. Des de juny de 2012 presenta el programa de Televisió Espanyola Solo moda, des de 2014 sota el nom de Flash moda. Va estar casada des de 2002 fins a 2015 amb Marco Severini, un fotògraf italià, amb el qual té tres fills: Adriano, nascut el 15 de juny de 2005 i els bessons Brando i Bianca nascuts el 12 de novembre de 2007.
Des de 2017 és la portaveu del jurat professional d'Espanya al Festival de la Cançó d'Eurovisió.